# Новиця Еракович
Новиця Еракович (чорн. Новица Ераковић/Novica Eraković, нар. 12 листопада 1999, Никшич) — чорногорський футболіст, півзахисник кіпрського клубу «Омонія» та національної збірної Чорногорії.
Виступав також за клуби «Ловчен» та «Сутьєска».

## Клубна кар'єра
Народився 12 листопада 1999 року в місті Никшич. Вихованець футбольної школи клубу «Сутьєска».
У дорослому футболі дебютував 2018 року виступами за команду «Ловчен», у якій провів один сезон, взявши участь у 30 матчах чемпіонату. Більшість часу, проведеного у складі «Ловчена», був основним гравцем команди.
Своєю грою за цю команду привернув увагу представників тренерського штабу клубу «Сутьєска», до складу якого приєднався 2019 року. Відіграв за клуб з Никшича наступні чотири сезони своєї ігрової кар'єри. Граючи у складі «Сутьєски» також здебільшого виходив на поле в основному складі команди.
До складу клубу «Омонія» приєднався 2023 року. Станом на 10 лютого 2025 року відіграв за нікосійську команду 17 матчів в національному чемпіонаті.

## Виступи за збірні
У 2018 році дебютував у складі юнацької збірної Чорногорії (U-19), загалом на юнацькому рівні взяв участь у 2 іграх.
Протягом 2018–2020 років залучався до складу молодіжної збірної Чорногорії. На молодіжному рівні зіграв у 8 офіційних матчах.
У 2022 році дебютував в офіційних матчах у складі національної збірної Чорногорії.
| Дата       | Місто     | Господарі  | Результат | Гості      | Турнір                               | Голи | Примітки |
| ---------- | --------- | ---------- | --------- | ---------- | ------------------------------------ | ---- | -------- |
| 24-3-2022  | Єреван    | Вірменія   | 1 – 0     | Чорногорія | товариський матч                     | -    | 63'      |
| 28-3-2022  | Подгориця | Чорногорія | 1 – 0     | Греція     | товариський матч                     | -    | 46'      |
| 17-11-2022 | Подгориця | Чорногорія | 2 – 2     | Словаччина | товариський матч                     | -    | 46'      |
| 20-11-2022 | Любляна   | Словенія   | 1 – 0     | Чорногорія | товариський матч                     | -    | 59'      |
| 6-9-2024   | Рейк'явік | Ісландія   | 2 – 0     | Чорногорія | Ліга націй УЄФА 2024-2025 - 1-й етап | -    | 50'      |
| 9-9-2024   | Никшич    | Чорногорія | 1 – 2     | Уельс      | Ліга націй УЄФА 2024-2025 - 1-й етап | -    | 74'      |
| Усього     |           | Матчів     | 6         |            | Голів                                | 0    |          |